# Kenji Kikawada
Kenji Kikawada (黄川田 賢司, Kikawada Kenji) est un footballeur japonais né le 28 octobre 1974.

## Biographie
Il est l'aîné de quatre frères. Son deuxième frère Masaya Kikawada est un acteur.